# Hong Kong Airlines
Hong Kong Airlines Limited, (стилизовано HONGKONG AIRLINES), (кит.: 香港航空; пиньинь: Xiānggǎng Hángkōng) — гонконгская частная авиакомпания. Базируется в Международном аэропорту Гонконга. Состоит в HNA Group и имеет в своей маршрутной сети 48 пассажирских и грузовых направлений.

## История

### 2001—2006: Первые годы существования
Роберт Уип (кит.: 葉光), председатель China Rich Holdings, основал авиакомпанию CR Airways 28 марта 2001 года в Гонконге. Получив сертификат эксплуатанта в 2002 году, авиакомпания начала заниматься частными перевозками. Первым воздушным судном во флоте авиакомпании стал вертолёт Sikorsky S-76C+, который мог перевозить до 12 пассажиров и разгоняться до скорости 285 км/ч. 
Авиакомпания начала пассажирскую деятельность 27 июня 2003 года. 5 июля того же года был запущен чартерный рейс в Лаоаг (Филиппины) на самолёте Bombardier CRJ-200. В сентябре начались рейсы на регулярной основе в Лаоаг, Наньинг, Мэйсянь и в Веньчжоу. 
Чуть позже Роберт Уип продал 40% акций авиакомпании, своей компании China Rich Holdings за 180 млн гонконгских долларов. В марте 2004 года появились чартерные рейсы в Сиемреап (Камбоджа).

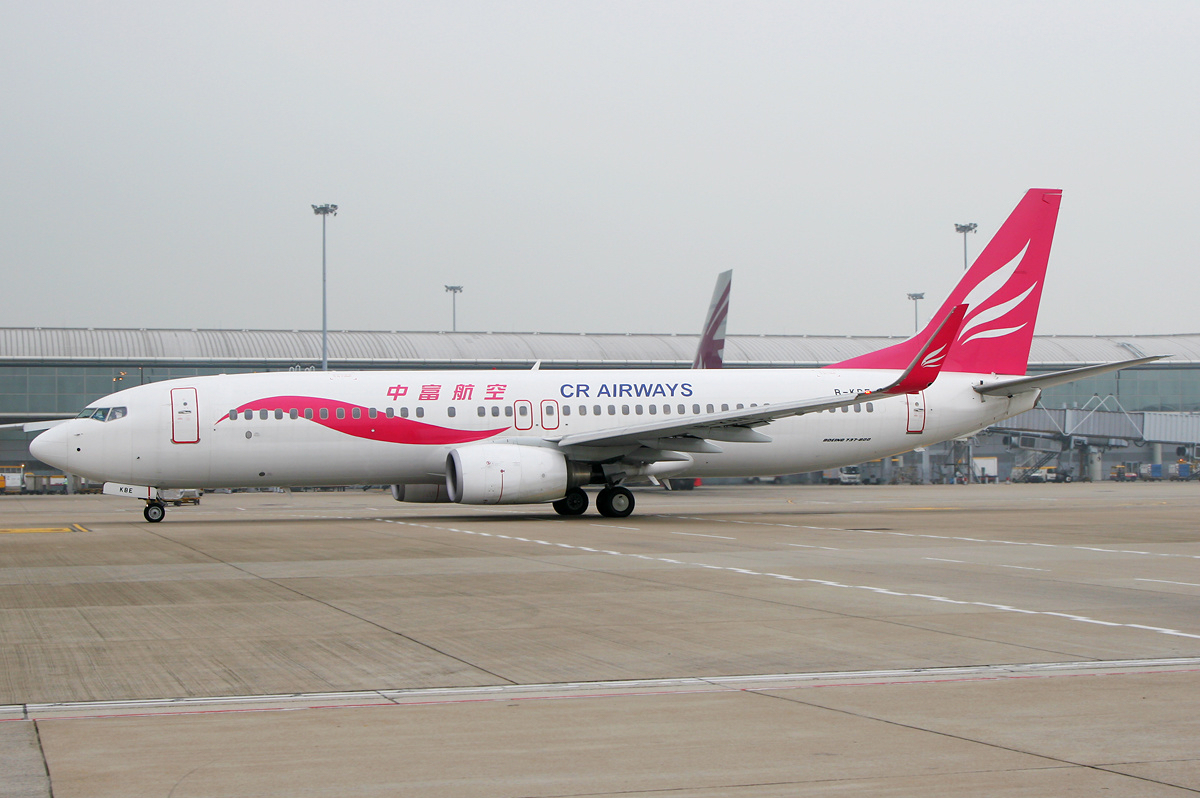
Самолёт Boeing 737-800 CR Airways

В апреле 2005 года авиакомпании была выдана лицензия на 5 лет с правом на пассажирские, грузовые и почтовые перевозки по Китаю. В июле того же года авиакомпания анонсировала покупку двух самолётов Bombardier CRJ700. В конце года был заключён меморандум взаимопонимания с Boeing на покупку 10 Boeing 787 Dreamliner и 30 Boeing 737-800 на сумму 3,28 млрд долларов США. 

### 2006—2010: Смена владельца и расширение флота
27 июня 2006 года Hainan Airlines купила 45% акций авиакомпании. Оставшиеся 55% купил Мунг Кин-кёнг (кит.: 蒙建強).
22 сентября 2006 года CR Airways была официально переименована в Hong Kong Airlines Ltd, церемония основания авиакомпании прошла 28 ноября того же года. Авиакомпания также представила новый логотип, на котором изображена баугиния — символ Гонконга. 21 июня 2007 года авиакомпания заказала наибольшее количество самолётов за всю историю своего существования — 51 самолёт компании Airbus на сумму 5,6 млрд долларов США. Код ИАТА был также изменён, с N8 на HX.
В октябре 2008 года во флот поступили широкофюзеляжные самолёты Airbus A330-200. Данный тип самолёта должен был осуществлять пассажирские и грузовые рейсы на Средний Восток и в Австралию.

### 2010—2012: Увеличение и расширение авиакомпании
8 июня 2010 года Hong Kong Airlines получил сертификат на право выполнения рейсов в Пекин на самолётах Airbus A330-200. Через месяц, были запущены рейсы в Москву.
В сентябре 2010 года во флот авиакомпании поступил первый грузовой самолёт Airbus A330F.
В 2011 году Hong Kong Airlines была оценена в 4 звезды по Skytrax. Пассажиропоток превысил 1 млн пассажиров. На тот момент, авиакомпания обслуживала 19 направлений.
8 марта 2012 авиакомпания запустила рейс Гонконг — Лондон-Гатвик на самолётах Airbus А330-200. Рейс просуществовал всего 6 месяцев.

### 2012—2018: Дальнейшее развитие авиакомпании
В 2013 году из эксплуатации был выведен последний Boeing эксплуатировавшийся в авиакомпании. Итоговый пассажиропоток превысил 4 млн пассажиров.
В 2014 году Hong Kong Airlines запустила рейсы из Гонконга в Хошимин, в Тяньцзинь и в Кагосиму. Также была увеличена частота рейсов в Пекин и в Шанхай. 27 июня того же года был открыт бизнес-зал авиакомпании под названием «Club Bauhinia».
В феврале 2015 года был заключён договор о субаренде с администрацией аэропорта Гонконга для постройки центра лётной подготовки площадью 0,6 гектаров рядом с Международным аэропортом Гонконга.
В апреле 2017 года была основана дочерняя авиакомпания, занимающаяся грузовыми перевозками: Hong Kong Air Cargo. В июне того же года, по версии Skytrax, Hong Kong Airlines получила второе место в номинации «Лучшая региональная авиакомпания» и 24 в номинации «Лучшая международная авиакомпания». 8 августа 2017 года Atlas Air объявила о совместном использовании своих трёх грузовых Boeing 747-400F с Hong Kong Air Cargo. Первый самолёт начал выполнять рейсы в сентябре того же года. Доставка ещё двух планировалась до конца 2018 года. Все 3 самолёта выполняли свои рейсы в ливрее Air Atlas, но от имени Hong Kong Air Cargo.
В сентябре 2017 года авиакомпания получила свои первые А350-900, которые обслуживались на маршрутах в Бангкок, в Лос-Анджелес и в Сан-Франциско.

### 2018—Настоящее время: Экономический кризис и COVID-19
После неудачной попытки расширить авиакомпанию, Hong Kong Airlines столкнулась с экономическим кризисом, в связи с чем, была вынуждена сократить свой флот с 38 до 28 самолётов и сократить некоторые международные рейсы. Были отменены рейсы в Голд-Кост, в Окленд и в Кэрнс.
5 октября 2019 года был отменён рейс в Сан-Франциско, который просуществовал почти 2 года. Позже был отменён рейс в Фучжоу.
В феврале 2020 года авиакомпания сильно пострадала из-за пандемии COVID-19. 7 февраля авиакомпания объявила о сокращении персонала на 400 человек. 18 февраля авиакомпания заявила, что прекратит подачу еды и напитков, чтобы помочь остановить распространение COVID-19. На следующий день, Hong Kong Airlines заявила о сокращении ещё 170 человек персонала, в основном, бортпроводников.
В июне 2021 года авиакомпания объявила о том, что выведет из флота все свои Airbus A320 и оставит только 8 Airbus А330. Последний план предусматривал сокращение ещё ста рабочих мест.

## Бонусная программа
Hong Kong Airlines использует бонусную программу Fortune Wings Club, которую также использует Hainan Airlines, Grand China Air, Tianjin Airlines и Lucky Air, которая позволяет накапливать мили, которые в дальнейшем можно обменять на предложенные услуги.

## Направления
На данный момент, авиакомпания обслуживает 48 грузовых и пассажирских направлений по Азии.

### Код-шеринговые партнёры
- Air Astana

- Air India
- Air Mauritius
- Asiana Airlines
- Bangkok Airlines
- China Eastern Airlines
- El Al
- Etihad Airways
- EVA Air
- Fiji Airways
- Garuda Indonesia
- Grand China Air
- Hainan Airlines
- Kenya Airways
- Royal Brunei Airlines
- Shanghai Airlines
- South African Airways
- Turkish Airlines
- Virgin Australia

## Флот

### Парк воздушных судов
По состоянию на 14.01.2022, флот авиакомпании состоит из следующих самолётов:

### Выведенные из эксплуатации
Ранее эксплуатировавшиеся авиакомпанией Hong Kong Airlines типы самолётов, выведенные из эксплуатации